# San Pedro Tarímbaro
San Pedro Tarímbaro es una localidad del estado mexicano de Michoacán. Es parte del municipio de Tlalpujahua.

## Toponimia
El nombre «San Pedro» hace referencia al santo patrono de la localidad: Pedro el Apóstol. El nombre «Tarímbaro» proviene de los términos en purépecha: tarimba, instrumento musical; ro, locativo. Su significado es «Lugar de tarimbas».

## Demografía
| Gráfica de evolución demográfica |
|                                  |

| Censo | Población |
| ----- | --------- |
| 1900  | 1314      |
| 1910  | 1573      |
| 1921  | 1526      |
| 1930  | 1850      |
| 1940  | 1899      |
| 1950  | 1473      |
| 1960  | 2004      |
| 1970  | 1925      |
| 1980  | 2002      |
| 1990  | 955       |
| 2000  | 1262      |
| 2010  | 1353      |
| 2020  | 1492      |